# Piaggio P.23
Die Piaggio P.23, auch als P.23M bezeichnet, war ein Frachtflugzeug des italienischen Herstellers Piaggio.

## Geschichte und Konstruktion
Piaggio entwarf die P.23 speziell für Flüge über den Nordatlantik, in der Absicht es zu einem kommerziellen Frachtflugzeug weiterzuentwickeln. Das viermotorige Flugzeug war als Schulterdecker mit Knickflügeln ausgelegt und besaß ein doppeltes Leitwerk. Um im Falle einer Notlandung auf See sicher aufsetzen zu können, war der Rumpf – obwohl das Flugzeug kein Flugboot war – wie ein Bootskörper konstruiert. Das Hauptfahrwerk war einziehbar und als Spornradfahrwerk ausgelegt. Das Flugzeug war mit vier Isotta-Fraschini-Asso-XI-R.-Motoren mit je 671 kW ausgestattet, die jeweils zu zweit in einer Motorgondel hintereinander angeordnet waren und so jeweils einen Zug- oder einen Druckpropeller antrieben. Die P.23 flog erstmals im Jahr 1935. Piaggio gab eine Höchstgeschwindigkeit von 400 km/h und eine maximale Reichweite bei einer Reisegeschwindigkeit von 300 km/h mit mehr als 5100 km für die P.23 an. Eine Atlantiküberquerung fand jedoch nie statt und seine errechnete maximale Reichweite wurde nie getestet. Das Flugzeug wurde bald demontiert und flog nie wieder.

## Technische Daten
| Kenngröße             | Daten (P.23)                                                       |
| --------------------- | ------------------------------------------------------------------ |
| Besatzung             | 4                                                                  |
| Länge                 | 16,60 m                                                            |
| Spannweite            | 27 m                                                               |
| Höhe                  | ? m                                                                |
| Flügelfläche          | 97,46 m²                                                           |
| Flügelstreckung       | 7,5                                                                |
| Leermasse             | 7371 kg                                                            |
| max. Startmasse       | 18400 kg                                                           |
| Reisegeschwindigkeit  | 299 km/h                                                           |
| Höchstgeschwindigkeit | 399 km/h                                                           |
| Dienstgipfelhöhe      | ? m                                                                |
| Reichweite            | 5097 km                                                            |
| Triebwerke            | 4 × V12-Motoren Isotta Fraschini Asso XI R. mit je 671 kW (912 PS) |